# Deutsche Kolonialschule für Landwirtschaft, Handel und Gewerbe

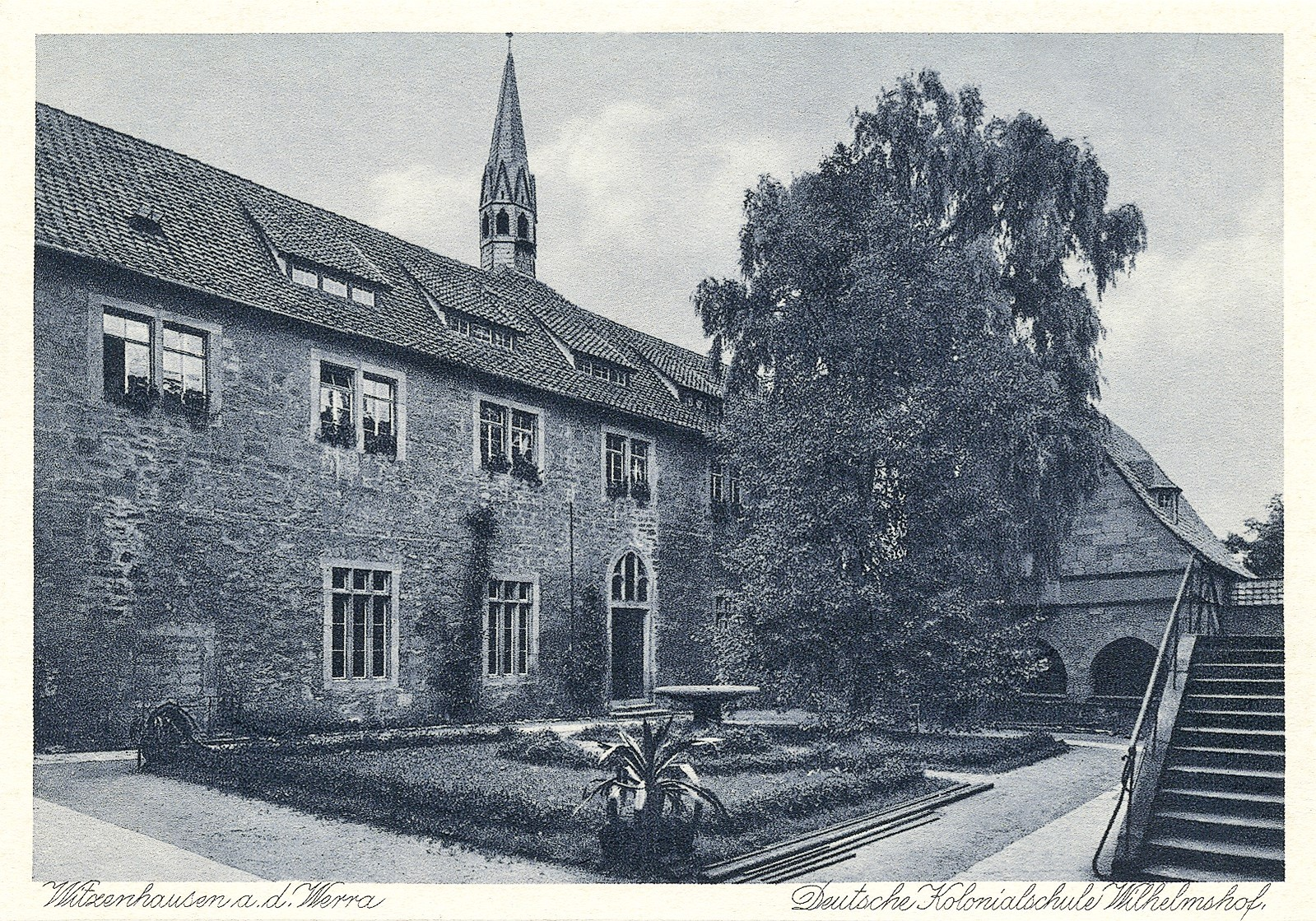
Die Deutsche Kolonialschule Wilhelmshof um 1910

Die Deutsche Kolonialschule für Landwirtschaft, Handel und Gewerbe GmbH wurde am 23. Mai 1898 unter dem Protektorat und Vorsitz des Fürsten Wilhelm zu Wied in dessen Schloss Neuwied in der Rechtsform einer GmbH gegründet. In der Aufsichtsratssitzung am selben Tag wurde Witzenhausen als Sitz der Schule offiziell bestätigt. Die Deutsche Kolonialschule (DKS) wurde 1944 geschlossen und wird seit 1957 als Deutsches Institut für tropische und subtropische Landwirtschaft (DITSL) weitergeführt.

## Wurzeln

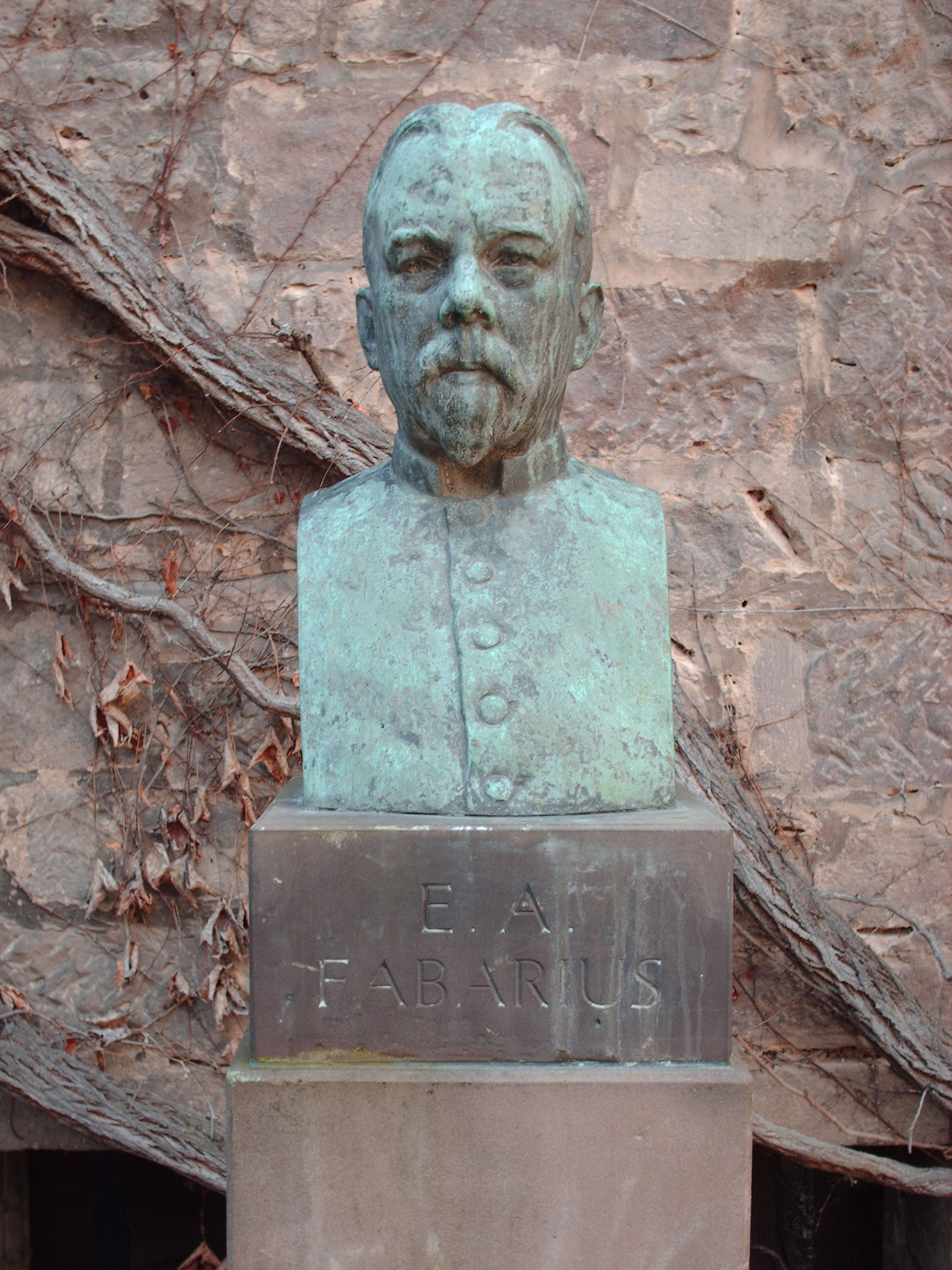
Denkmal für Ernst Albert Fabarius im Innenhof des ehemaligen Wilhelmitenklosters

Die Deutsche Kolonialschule (DKS) hatte ihre Wurzeln einerseits im kolonialistisch-imperialistischen Gedankengut des Kaiserreiches. Angehörige des Hochadels waren ebenso unter den Gründern wie der aufstrebende Stand rheinischer Industrieller, die in der Entwicklung deutscher Kolonien Zukunftschancen sahen. Andererseits liegt eine zweite Wurzel in der Antisklavereibewegung und den Missionsgesellschaften, hier insbesondere die Rheinische Mission mit Sitz in Barmen.

## Deutsche Kolonialschule GmbH (1897–1899)
Ernst Albert Fabarius verfasste 1897 die vertrauliche Denkschrift zur Gründung einer Kolonialschule für Landwirtschaft, Handel und Gewerbe. Unter dem Vorsitz des Fabrikbesitzers Schlechtendahl aus Barmen etablierte sich in Köln die Vereinigung zur Errichtung einer Deutschen Evangelischen Kolonialschule. Ernst Albert Fabarius und Paul Aldinger gründeten im selben Jahr den Evangelischen Hauptverein für deutsche Ansiedler und Auswanderer. Seine Geschäftsstelle wurde nach der Gründung der Kolonialschule in Witzenhausen eingerichtet. 1928 übersiedelte der Verein nach Berlin.
Am 23. Mai 1898 wurde unter der Schirmherrschaft des Fürsten zu Wied im Schloss Neuwied die Deutsche Kolonialschule GmbH mit einem Kapital von 116.000 Mark gegründet. Nach dem Tode des Fürsten zu Wied im Jahr 1907 übernahm der Präsident der Deutschen Kolonialgesellschaft Herzog von Mecklenburg die Schirmherrschaft. Träger der GmbH waren private Kaufleute, Fabrikanten und Plantagengesellschaften. Ernst Albert Fabarius wurde der Direktor der Deutschen Kolonialschule. Am 1. Juli 1898 übernahm die GmbH die preußische Domäne und das Wilhelmitenkloster in Witzenhausen.

## Deutsche Kolonialschule Wilhelmshof (1899–1914)
Am 15. Mai 1899 begann der Lehrbetrieb zunächst mit 12 Internatsschülern. 1905 war der Erweiterungsbau fertiggestellt; nun steigerte sich die Zahl der Internatsplätze von bisher 41 Plätzen auf 90 Plätze. In den Jahren 1908 bis 1911 befand sich auch die Kolonialfrauenschule in Witzenhausen.

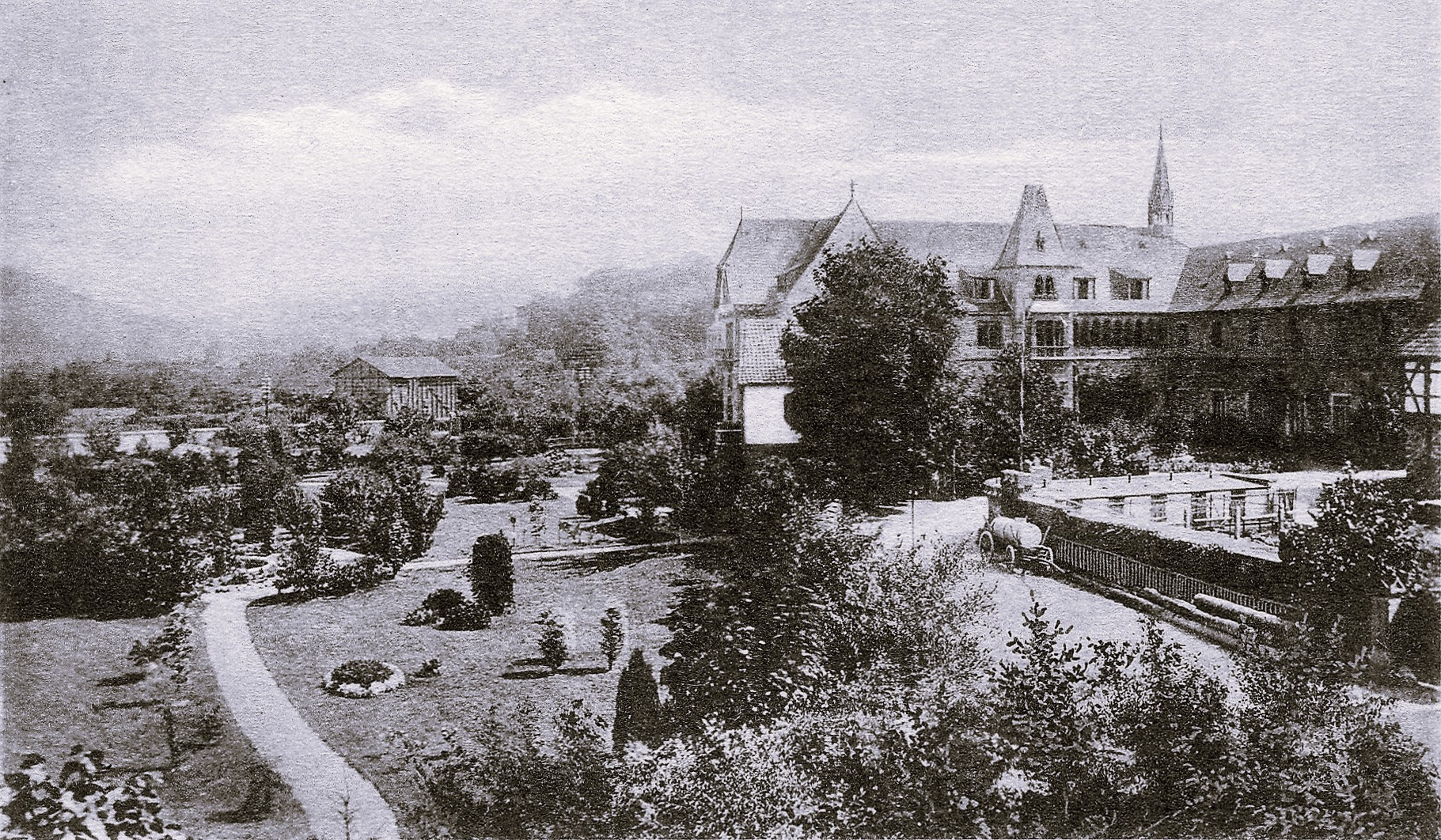
Die Deutsche Kolonialschule Wilhelmshof

Meyers Großes Konversations-Lexikon 1905 schrieb: „Die Deutsche Kolonialschule Wilhelmshof bei Witzenhausen hält die Mitte zwischen der vorwiegend wissenschaftlichen holländischen und der vorwiegend praktischen englischen Anstalt. Sie will in erster Linie praktische Wirtschafts- und Plantagenbeamte, Pflanzer, Landwirte, Gärtner und Viehzüchter für die deutschen Kolonien und überseeischen Ansiedelungsgebiete tüchtig und vielseitig vorbereiten. Sie umfasst die zu diesem Zweck hergerichtete Domäne Witzenhausen, die mit den dazu gekommenen Pachtländereien und großen Hutungsflächen auf 285 Hektar den Betrieb vielseitiger Land- und Viehwirtschaft ermöglicht. Handwerkstätten (Schmiede, Zimmerei, Sattlerei, Schlosserei, Tischlerei, Stellmacherei, Schreinerei, Maurerei) mit Wasserkraftbetrieb von dem mitten durch das Gehöft fließenden Gelsterbach, Gärtnerei, Obstplantage, Weinberge und die umliegenden Staatsforsten bieten Bildungsmittel. Ein naturwissenschaftliches Institut sorgt für den theoretischen landwirtschaftlichen Unterricht. Daneben ermöglichen Tabak- und Konservenfabriken in Witzenhausen, die Forstakademie in Münden, die Bildungsstätten Kassels, insonderheit Gewächshäuser, Gärten und Park von Wilhelmshöhe, und das landwirtschaftliche Institut in Göttingen nebst der Universität jede wünschenswerte Ergänzung der vorhandenen Bildungsmittel.“
Der Betrieb der Deutschen Kolonialschule gliederte sich in die Schulabteilung, die Abteilung für Gutsverwaltung und Landwirtschaft, die Abteilung für Gärtnerei und Tropenkultur und die Handwerksabteilung. Außer zwölf fest angestellten Lehrern hielten auch mehrere auswärtige Lehrer als Honorarkräfte bestimmte Kurse. An der Schule wurden vor allem landwirtschaftliche und handwerkliche Fächer in Theorie und Praxis unterrichtet. Die zukünftigen Tropenlandwirte wurden auch in Völkerkunde, Kulturgeschichte und Sprachen unterrichtet. Anfangs wurde der Sprachunterricht noch außerschulisch erteilt. Schon nach wenigen Jahren wurden aber Sprachlehrer angestellt und dadurch Unterricht in Englisch, Spanisch, Portugiesisch, Niederländisch, Französisch und Swahili ermöglicht. Später kamen noch Malaysisch, Westafrikanische Sprachen, Russisch, Hausa, Berberisch und Arabisch hinzu.
Zur Veranschaulichung des Unterrichts gab es eine Lehrsammlung. Die Absolventen der Kolonialschule wurden gebeten, geeignete Gegenstände aus Übersee nach Witzenhausen zu senden; sie befinden sich jetzt im Völkerkundlichen Museum Witzenhausen. Nach zwei- oder dreijähriger Ausbildung konnte ein Diplom der Deutschen Kolonialschule mit der Berufsbezeichnung Staatlich geprüfter Koloniallandwirt erworben werden. Bis zum Ersten Weltkrieg hatten etwa 650 Schüler die Deutsche Kolonialschule durchlaufen. Davon lebten 500 im Ausland, davon wiederum 133 in Südwestafrika, 88 in Ostafrika und 32 in Kamerun. Die Deutsche Kolonialschule stellte 1914 den Schulbetrieb ein, als fast alle Schüler und Dozenten zum Militär eingezogen worden waren. Die Gebäude dienten nun als Kriegslazarett.

## Hochschule für In- und Auslandssiedlung (1919–1944)
Der Lehrbetrieb wurde am 9. Januar 1919 wieder aufgenommen. Das Deutsche Kolonial-Lexikon (vor 1914 erstellt, aber erst 1920 erschienen) beschreibt die Ausbildung folgendermaßen: Die Ausbildung erfolgt in ausgeprägt nationalem Geiste auf Grund christlich – sittlicher Lebensanschauung. Der Wahlspruch der Deutschen Kolonialschule lautet: „Mit Gott für Deutschlands Ehr' – Daheim und überm Meer!“ Aufnahme finden reichsangehörige junge Männer im Alter von 17 bis 27 Jahren im April und Oktober eines jeden Jahres. Der Lehrgang ist 2- oder 3-jährig. Die Lehrfächer sind I. Allgemeinbildende, und zwar Kulturwissenschaften, Naturwissenschaften, Sonstiges; II. Wirtschaftliche, und zwar Landwirtschaft, Tierzucht und Tierheilkunde, Gärtnerei, Forstwirtschaft, Kaufmännisches, Praktische Landwirtschaft, Gärtnerei und Forstwirtschaft; III. Technische, und zwar Baufach, Kulturtechnik, Landmessen, Handwerke; IV. Leibesübungen als Turnen, Reiten, Fechten. Koloniale Praxis und Theorie werden gleichmäßig und in enger Verbindung berücksichtigt.
Die Zeit der Weimarer Republik war geprägt von den Bestrebungen zur Wiedergewinnung deutscher Kolonien. Nach anfänglichen Erfolgen der Demokratisierung im Schulbetrieb machten sich später politische Frontenbildung und Radikalisierung breit. Zur Zeit des Nationalsozialismus wurde die Deutsche Kolonialschule von heftigen innerparteilichen Auseinandersetzungen erschüttert, die dringend erforderliche Reformen des Lehrkonzepts verhinderten. Die Eingliederung in den Parteiapparat wurde eingeleitet, die geplante Verstaatlichung aber im Zuge der Kriegswirren nicht mehr vollzogen. Direktor Köster leitete 1940 die Umgestaltung der DKS in eine Höhere Fachschule ein. Nachdem 1942 fast alle Schüler und Dozenten zum Kriegsdienst eingezogen und die Schulgebäude durch den Wehrmachtsfiskus zur Einrichtung eines Reservelazaretts beschlagnahmt worden waren, wurde der Schulbetrieb 1944 endgültig eingestellt. Von 1899 bis 1943 hatten 2308 Männer an der Deutschen Kolonialschule eine Ausbildung erfahren. Zu diesen Schülern kamen noch vorübergehende Besucher, die nur einzelne Kurse oder Semester belegt hatten. Hauptsächliche Auswanderungsziele der Absolventen waren Afrika und der amerikanische Kontinent.

## Persönlichkeiten

### Direktoren und Dozenten
- Ernst Albert Fabarius (1899–1927), Gründungsdirektor und Dozent
- Carl Anton Mense (1900–1914), Tropenmediziner und Forschungsreisender, Dozent in Tropen-Gesundheitslehre und Tropenhygiene
- Wilhelm Arning (1928–1934), Stabsarzt a. D. Dr., Direktor und Geschäftsführer
- Karl W. Koch (1934–1938), S.A. Sturmhauptführer, Direktor und Geschäftsführer
- Reinhold Köster (1938–1944), Landwirtschaftsrat, Direktor und Geschäftsführer
- Adolf von Duisburg (1920–1938), Dozent für Sprachen, Leiter des Kolonialkundlichen Instituts und des Archivs der Kolonialschule
- Arthur Golf (1939–1941?), Prüfungsleiter (vermutlich extern)

### Schüler, Lehrgangsteilnehmer und Absolventen
- Hermann Consten (1878–1957), Ausbildung 1899/1900 in Witzenhausen, Forschungsreisender aus Aachen
- Günther Tessmann (1902–1904), Forschungsreisender aus Lübeck
- Hans Wilhelm Sartorius von Bach (1904–1975), südwestafrikanischer Politiker und Landwirt
- Rudolf Dünnhaupt (1919), Mitbegründer des Verlages Junker und Dünnhaupt Berlin
- Richard Walther Darré (1914, 1918–1920), nationalsozialistischer Politiker und Agrarfunktionär, u. a. Reichslandwirtschaftsminister und Reichsbauernführer
- Hartwig Golf (1930–1932), hessischer Politiker (NPD)
- Kai-Uwe von Hassel (1934), deutscher Politiker (CDU)[4]